# Anjos
Anjos är en församling (freguesia) i Lissabon, knappt en kilometer norr om centrum vid floden. Församlingen innehåller till största delen gamla bostäder. Gatorna har många kaféer och restauranger.
Anjos grundades 1564. Församlingen har en total area på 0,48 km2 och en total befolkning på 9 738 invånare (2001). Befolkningstätheten är 20 372,4 invånare/km2.

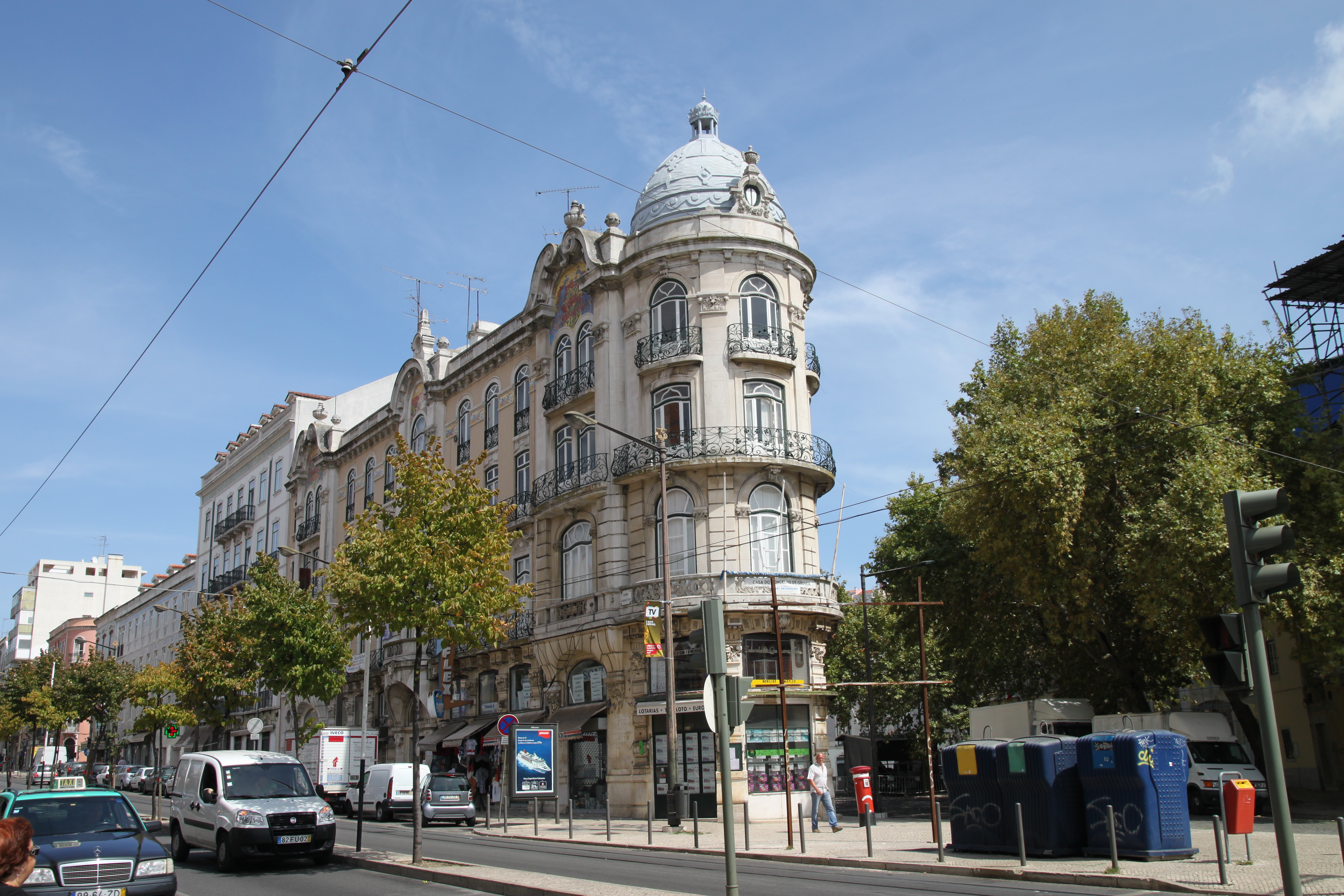
Anjos

Metron har stationer vid både Anjos och Intendente.